# フィリップ・シーモア・ホフマン
フィリップ・シーモア・ホフマン（Philip Seymour Hoffman, 1967年7月23日 - 2014年2月2日）は、アメリカ合衆国の俳優。2005年公開の『カポーティ』でアカデミー主演男優賞とゴールデングローブ主演男優賞を受賞した。

## 来歴
ニューヨーク州ロチェスター出身。父親のゴードン・S・ホフマンはゼロックス社の重役、母親のマリリン・L・オコナーは家庭裁判所の判事。2人の姉妹（ジル、エミリー）と脚本家の兄（ゴーディ）がいる。父方からドイツ人の、母方からアイルランド人の血を引く。9歳の時に両親は離婚。
高校時代はレスリングの選手だったが、演技に興味を持ち、ニューヨーク大学のティッシュ芸術学校で演技を学ぶ。
薬物やアルコールの依存症に苦しみ、過去に数回、治療を受けていた。
2014年2月2日、ニューヨークのマンハッタンにある自宅アパートで遺体で発見された。死因は現地警察の発表では、ヘロインやその他の薬物の過剰摂取によるとみられている。46歳没。
警察は、フィリップの自宅から20本の注射器と50袋のヘロインを発見している。警察は、フィリップに薬物を売った者の行方を追っている。
亡くなった4日後に開催された第64回ベルリン国際映画祭では、彼の死を悼み『カポーティ』が追悼上映された。

## キャリア
1990年代初めに『LAW & ORDER』などのテレビ番組に出演するようになる。1991年に『Triple Bogey on a Par Five Hole』で映画デビュー。
1992年公開の『セント・オブ・ウーマン/夢の香り』で主人公の同級生である甘やかされた生徒を演じて注目された。その後、大作にも脇役で出ているが、特にポール・トーマス・アンダーソンやトッド・ソロンズ、スパイク・リー、コーエン兄弟などの個性的な監督の作品に出演している。
舞台にも立っており、サム・シェパードの『True West』やユージン・オニールの『夜への長い航路』に出演した。
映画制作会社（クーパーズ・タウン・プロダクション）を設立。同会社第一製作作品として、高校時代からの知り合いであったベネット・ミラー監督による『カポーティ』を製作。この作品でトルーマン・カポーティを見事なまでの憑依で演じ切り、アカデミー主演男優賞やゴールデングローブ主演男優賞等、その年の映画賞における主演男優賞を総なめにした。
2007年公開の『チャーリー・ウィルソンズ・ウォー』と2008年公開の『ダウト〜あるカトリック学校で〜』でアカデミー助演男優賞に2年連続でノミネートされた。
2012年、ポール・トーマス・アンダーソン監督作品『ザ・マスター』で新興宗教の教祖を演じ、ヴェネツィア国際映画祭男優賞をホアキン・フェニックスと共同受賞し、再びアカデミー助演男優賞にノミネートされた。

## 私生活
1999年より衣装デザイナーのミミ・オドネルと交際し、2人の間には2003年に長男（クーパー・アレクサンダー）が、2006年に長女（タルラ）、2008年に次女（Willa）が誕生。長男のクーパーも俳優となった。父フィリップの盟友ポール・トーマス・アンダーソン監督の作品「リコリス・ピザ」に主演した。

## 主な出演作品

### 映画
| 公開年 | 邦題 原題                                                                      | 役名                             | 備考 | 吹き替え                                                            |
| ------ | ------------------------------------------------------------------------------ | -------------------------------- | --- | ------------------------------------------------------------------- |
| 1992   | セント・オブ・ウーマン/夢の香り Scent of a Woman                               | ジョージ・ウィリス・Jr           | | 真地勇志                                                            |
| 1992   | マイ・ニュー・ガン/あぶない若妻 My New Gun                                     | クリス                           | |                                                                     |
| 1993   | ビッグ・マネー・ブルース Money for Nothing                                     | コーコラン                       | |                                                                     |
| 1994   | ゲッタウェイ The Getaway                                                       | フランク・ハンセン               | | TBA（ソフト版） 小形満（テレビ朝日版）                              |
| 1994   | 子鹿物語 The Yearling                                                          | バック                           | テレビ映画 |                                                                     |
| 1994   | 男が女を愛する時 When a Man Loves a Woman                                      | ゲイリー                         | | 大塚芳忠                                                            |
| 1994   | ノーバディーズ・フール Nobody's Fool                                           | レイマー警部                     | | 宮本充（VHS・旧DVD版） TBA（JAL機内上映版）                         |
| 1996   | ハードエイト Hard Eight                                                        | クラップスのプレイヤー           | カメオ出演 | （吹き替え版なし）                                                  |
| 1996   | ツイスター Twister                                                             | ダスティ                         | | 藤原啓治（ソフト版） 塩屋翼（日本テレビ版）                         |
| 1997   | ブギーナイツ Boogie Nights                                                     | スコッティ・J                    | | 長島雄一                                                            |
| 1998   | ワンダーランド駅で Next Stop Wonderland                                        | ショーン                         | | （吹き替え版なし）                                                  |
| 1998   | ビッグ・リボウスキ The Big Lebowski                                            | ブラント                         | | 宮本充（VHS・旧DVD版） 石住昭彦（BD・新DVD版）                      |
| 1998   | ハピネス Happiness                                                             | アレン                           | | 乃村健次                                                            |
| 1998   | パッチ・アダムス トゥルー・ストーリー Patch Adams                              | ミッチ・ローマン                 | | 相沢正輝                                                            |
| 1999   | フローレス Flawless                                                            | ラスティ・ジマーマン             | | 山路和弘                                                            |
| 1999   | マグノリア Magnolia                                                            | フィル                           | | 松本保典                                                            |
| 1999   | リプリー The Talented Mr. Ripley                                               | フレディ・マイルズ               | | 井上智之（ソフト版） 坂口候一（テレビ朝日版）                       |
| 2000   | あの頃ペニー・レインと Almost Famous                                           | レスター・バングス               | | 山路和弘                                                            |
| 2001   | Last Party 2000                                                                | インタビュアー                   | ナレーター ゴア対ブッシュ(息子)大統領選のドキュメンタリー映画 DVD化の題名は The Party's Over                             | N/A                                                                 |
| 2002   | パンチドランク・ラブ Punch-Drunk Love                                          | ディーン・トランベル             | | 谷昌樹                                                              |
| 2002   | レッド・ドラゴン Red Dragon                                                    | フレディ・ラウンズ               | | 塩屋浩三（ソフト版、テレビ東京版）                                  |
| 2002   | 25時 25th Hour                                                                 | ジェイコブ・エリンスキー         | | 石住昭彦                                                            |
| 2003   | コールド マウンテン Cold Mountain                                              | ヴィージー                       | | 中村秀利（ソフト版） 後藤哲夫（テレビ東京版） 西垣俊作（Netflix版） |
| 2004   | ポリーmy love Along Came Polly                                                 | サンディ                         | | 石住昭彦                                                            |
| 2005   | カポーティ Capote                                                              | トルーマン・カポーティ           | 兼製作総指揮 アカデミー主演男優賞 受賞 英国アカデミー賞主演男優賞 受賞 ゴールデングローブ賞 主演男優賞 (ドラマ部門) 受賞 | 村治学                                                              |
| 2006   | M:i:III Mission: Impossible III                                                | オーウェン・デイヴィアン         | | 山路和弘（ソフト版） 江原正士（フジテレビ版）                       |
| 2007   | その土曜日、7時58分 Before the Devil Knows You're Dead                         | アンディ・ハンソン               | | 茶風林                                                              |
| 2007   | マイ・ライフ、マイ・ファミリー The Savages                                     | ジョン・サヴェージ               | ゴールデングローブ賞 主演男優賞 (ミュージカル・コメディ部門) ノミネート                                                  | （吹き替え版なし）                                                  |
| 2007   | チャーリー・ウィルソンズ・ウォー Charlie Wilson's War                          | ガスト・アブラコトス             | アカデミー助演男優賞 ノミネート                                                                                          | 玄田哲章                                                            |
| 2008   | 脳内ニューヨーク Synecdoche, New York                                          | ケイデン・コタード               | | （吹き替え版なし）                                                  |
| 2008   | ダウト〜あるカトリック学校で〜 Doubt                                           | フリン神父                       | アカデミー助演男優賞 ノミネート ゴールデングローブ賞 助演男優賞 ノミネート 英国アカデミー賞 助演男優賞 ノミネート        | 浦山迅                                                              |
| 2009   | メアリー & マックス Mary and Max                                               | マックス・ジェリー・ホロウィッツ | アニメ、声の出演 | 三宅弘城                                                            |
| 2009   | パイレーツ・ロック The Boat That Rocked                                        | ザ・カウント                     | | 後藤哲夫                                                            |
| 2009   | ウソから始まる恋と仕事の成功術 The Invention of Lying                          | ジム                             | | 木村雅史                                                            |
| 2010   | ジャック、船に乗る Jack Goes Boating                                           | ジャック                         | 兼監督・製作 |                                                                     |
| 2011   | マネーボール Moneyball                                                         | アート・ハウ                     | | 石住昭彦                                                            |
| 2011   | スーパー・チューズデー 〜正義を売った日〜 The Ides Of March                    | ポール・ザラ                     | | 大川透                                                              |
| 2012   | 25年目の弦楽四重奏 A Late Quartet                                              | ロバート                         | | （吹き替え版なし）                                                  |
| 2012   | ザ・マスター The Master                                                        | ランカスター・ドッド             | アカデミー助演男優賞 ノミネート                                                                                          | 後藤哲夫                                                            |
| 2013   | ハンガー・ゲーム2 The Hunger Games: Catching Fire                              | プルターク・ヘヴンズビー         | | 石住昭彦                                                            |
| 2014   | ゴッド・タウン 神なきレクイエム（裁かれる街） God's Pocket                     | ミッキー                         | 兼製作 | （吹き替え版なし）                                                  |
| 2014   | 誰よりも狙われた男 A Most Wanted Man                                           | ギュンター・バッハマン           | | 石住昭彦                                                            |
| 2014   | ハンガー・ゲーム FINAL: レジスタンス The Hunger Games: Mockingjay – Part 1     | プルターク・ヘヴンズビー         | | 石住昭彦                                                            |
| 2015   | ハンガー・ゲーム FINAL: レボリューション The Hunger Games: Mockingjay – Part 2 | プルターク・ヘヴンズビー         | | 石住昭彦                                                            |

### テレビシリーズ
| 放映年 | 邦題 原題                                    | 役名           | 備考                              |
| ------ | -------------------------------------------- | -------------- | --------------------------------- |
| 1991   | LAW & ORDER Law &Order                       | Steven Hanauer | 第1シーズン第14話「レイプの真相」 |
| 2005   | 追憶の街 エンパイア・フォールズ Empire Falls | C.B.           | ミニシリーズ、計2話出演           |